# Igreja Paroquial de Corte do Pinto
A Igreja Paroquial de Corte do Pinto também denominada Igreja de Nossa Senhora da Conceição localiza-se na povoação e na Freguesia de Corte do Pinto, Município de Mértola, no Baixo Alentejo. 

## História
A igreja está datada do século XVI e XVII. O terramoto de 1755 danificou e arruinou a sua estrutura tendo sido recuperada anos mais tarde.

## Características
A sua tipologia está vinculada à arquitectura tradicional da região apesar de remeter para construções de carácter mais erudito, como por exemplo as igrejas-salão construídas no Baixo-Alentejo durante o período maneirista.
Na fachada principal, simples, sobressai o portal principal em mármore, sóbrio, possui apenas um rosto esculpido no centro do lintel. 
A igreja possui duas torres sineiras, elementos de grande originalidade que tornam a construção singular.  A  torre primitiva, de menores dimensões, está posicionada a nascente e será do final do século XVI. Possui três sinos que ainda são tocados manualmente para convocar os paroquianos para a missa, para anunciar falecimentos e acompanhar funerais. 
A torre sineira maior, conhecida por torre do relógio, é de planta quadrangular e encontra-se adossada à fachada frontal. A sua construção ocorreu entre 1965 e 1966 e foi financiada pelo Plano Comemorativo de 1966, programa de melhoramentos no interior do país promovido  pelo  Ministério  das  Obras  Públicas  do  Estado  Novo. A torre possui um sino, o chamado sino das horas, encomendado juntamente com o relógio mecânico à Boa Construtora, Fábrica de relógios de torre mecânicos. O sino foi fundido em 1966 na fábrica de fundição de sinos de Rio Tinto (Gondomar), é de nota Re#, pesa 150kg e tem 60 cm de diâmetro. 
O templo possui uma única nave sendo que a capela-mor, saliente, é separada por um arco e coberta com uma abóbada assim como a capela lateral. No interior das abobadas, apesar de degradado e recentemente pintado, é visível vestígios de esgrafitos, relevos em cal com formas geométricas.

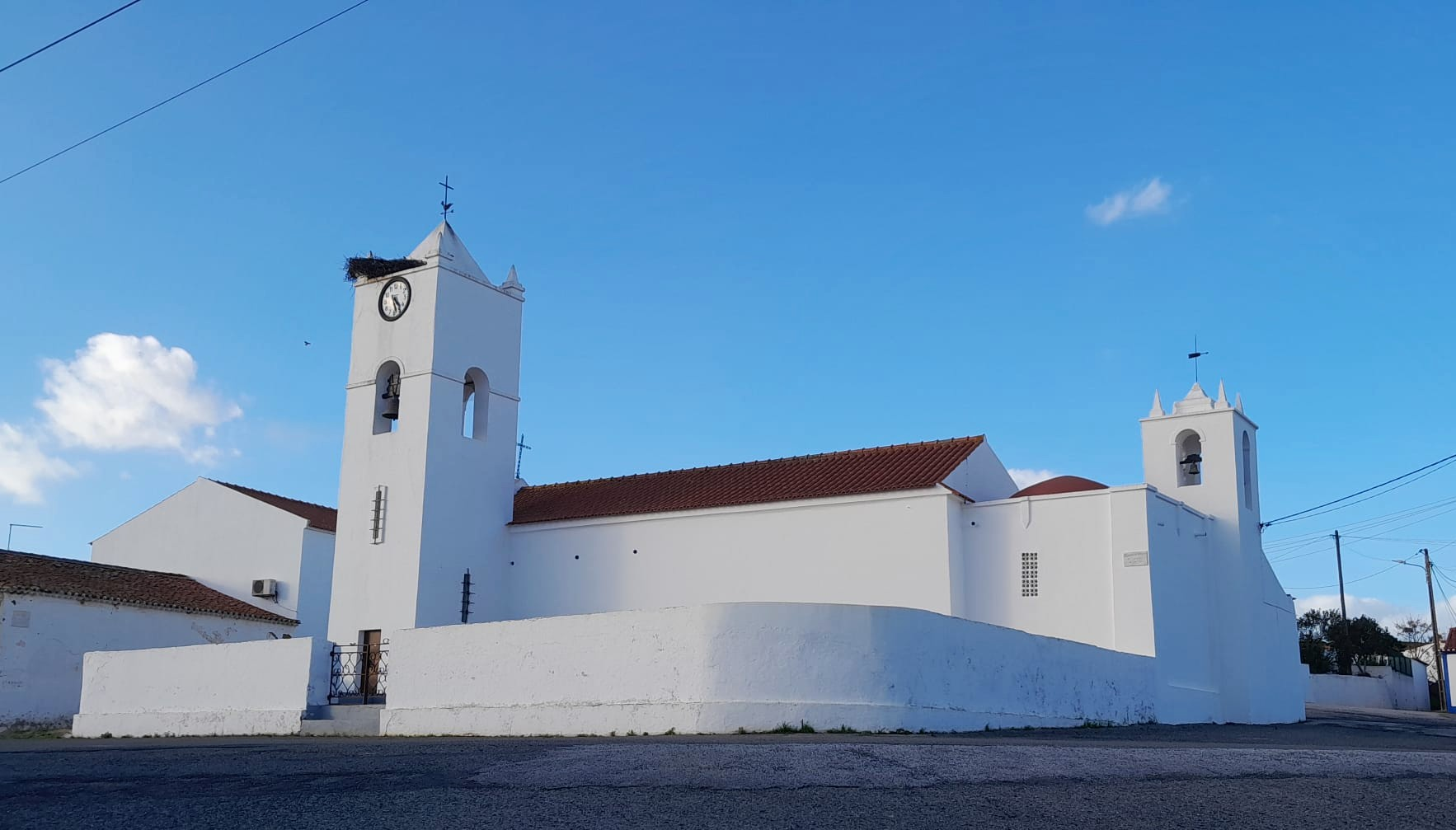
Igreja paroquial de Corte do Pinto

## Devoção
O orago é Nossa Senhora da Conceição, celebrada durante o período das festas da aldeia a dia 15 de agosto. A capela lateral é dedicada a Nossa Senhora do Rosário e detém outras duas imagens a de Santa Luzia e a de São Pedro. 